# Ambalahosy Nord
Ambalahosy Nord is een plaats en gemeente in Madagaskar gelegen in het district Mananjary van de regio Vatovavy-Fitovinany. Er woonden bij de volkstelling in 2001 ongeveer 3000 mensen.
In de plaats is basisonderwijs beschikbaar. 99,84% van de bevolking is landbouwer. Het belangrijkste gewas is koffie en rijst, maar er wordt ook bananen en cassave verbouwd. 0,06% van de bevolking is werkzaam in de dienstensector en de overige 0,1% voorziet in zijn levensbehoefte door middel van visserij.